# Јирков
Јирков (чеш. Jirkov) град је у Чешкој Републици, у оквиру историјске покрајине Бохемије. Јирков је град управне јединице Устечки крај, у оквиру којег припада округу Хомутов.

## Географија
Јирков се налази у северозападном делу Чешке републике, близу границе са Немачком - 13 километара северозападно од града. Град је удаљен од 100 km северозападно од главног града Прага, а од оближњег Уста на Лаби 60 km југозападно.
Град Јирков се налази у северном делу историјске области Бохемије. Град се налази у долини реке Билине на приближно 300 m надморске висине. Северно од града уздижу се Крушне горе, а јужно Липске горе.

## Историја
Подручје Јиркова било је насељено још у доба праисторије. Насеље под данашњим називом први пут се у писаним документима спомиње у 13. веку. У 14. веку у граду се насељавају Немци, који постепено постају претежно градско становништво.
Године 1919. Јирков је постао део новоосноване Чехословачке. 1938. године Јирков, као насеље са немачком већином, је оцепљено од Чехословачке и припојено Трећем рајху у склопу Судетских области. После Другог светског рата месни Немци су се присилно иселили из града у матицу. У време комунизма град је нагло индустријализован. После осамостаљења Чешке дошло је до опадања активности тешке индустрије и до проблема са преструктурирањем привреде.

## Становништво
Јирков данас има око 22.000 становника и последњих година број становника у граду стагнира. Поред Чеха у граду живе и Словаци и Роми.

## Партнерски градови
- Бранд-Ербисдорф